# Frederick Octavius Pickard-Cambridge

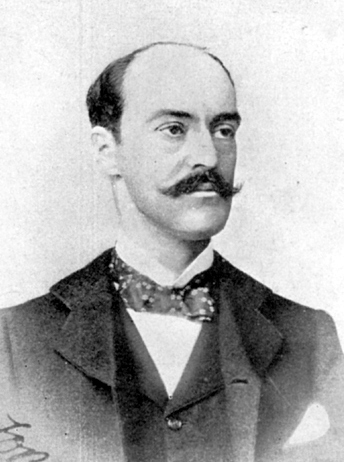
Frederick Octavius Pickard-Cambridge

Frederick Octavius Pickard-Cambridge (* 3. November 1860 in Warmwell, Dorset; † 9. Februar 1905 in Wimbledon) war ein englischer Arachnologe. Er ist der Neffe von Octavius Pickard-Cambridge. Beide wurden durch die Beschreibung von Spinnenarten bekannt.

## Leben
Er ging in Sherborne in die Schule und studierte am Exeter College in Oxford. Er schloss 1883 als Bachelor in Philosophie ab. Nach seinem Studium arbeitete er in Carlisle als Hilfsgeistlicher. Er arbeitete aber bereits nebenbei als naturwissenschaftlicher Illustrator und zeichnete viele unterschiedliche Tierarten, wie beispielsweise diverse Spinnenarten oder Reptilien. Zwischen 1890 und 1895 revidierte er, häufig auch mit der Hilfe seines Onkels, viele Gattungen von britischen Spinnenarten. Er lernte Reginald Innes Pocock im Britischen Museum kennen und illustrierte diverse seiner Publikationen über Spinnen und Skorpione. Die Vogelspinnenart Psalmopoeus cambridgei wurde von Pocock 1895 nach ihm benannt.
Seine Freunde distanzierten sich von ihm, da er durch strenge theologische und politische Ansichten auffiel. Er musste schließlich seinen geistlichen Beruf aufgeben. Er arbeitete in Folge nur noch als Zeichner und Arachnologe. 1895 begab er sich auf eine Expedition an den unteren Amazonas und entdeckte dort viele neue Spinnenarten. 1905 sollte er eine Arbeit als Kurator des Britischen Museums antreten. Er nahm sich aber vorher in Wimbledon das Leben.

## Werke
Frederick Octavius Pickard-Cambridge hat besonders die Systematik der Spinnen verbessert, zum Beispiel die Familien Diguetidae, Tetrablemmidae, Zoridae. Er hat aber auch neue Gattungen (zum Beispiel: Filistatoides, Harmonicon, Tenedos, Tetrablemma) und neue Arten (zum Beispiel: Brachypelma smithi, Diguetia albolineata, Diguetia propinqua, Idiops santaremius, Phidippus albulatus, Phidippus bidentatus, Phidippus cruentus, Tenedos lautus) beschrieben. Sein Autorenkürzel ist „F. O. P.-Cambridge“ oder „F. O. Pickard-Cambridge“.
Er publizierte über seine Expedition an den Amazonas in den Jahren 1896 und 1897. 1899 folgte eine Publikation um chilenische und peruanische Spinnenarten. 1901 folgte eine Publikation über Spinnenarten von den Bahamas und 1901 wie auch 1903 über die Revision von diversen Gattungen. 1902 publizierte er zwei Arbeiten über Echte Witwen. 1903 beschrieb er neue Arten in den Familien der Raubspinnen und der Wolfspinnenartigen Senoculidae. Ebenso 1903 veröffentlichte er eine Liste der Spinnenarten von den Kanalinseln.